# Isaac Atanga
Isaac Atanga, né le 29 juillet 2000 à Nkoranza au Ghana, est un footballeur ghanéen. Il joue au poste d'ailier droit au FC Ilves, en prêt d'Aalesunds FK.

## Biographie

### FC Nordsjælland
Né au Ghana, Isaac Atanga passe par l'académie du Right To Dream, avant de rejoindre en 2018 le FC Nordsjaelland, partenaire du club ghanéen, avec qui il avait déjà joué un match amical en février de la même année. En avril 2019 Atanga est promu avec l'équipe première du FC Nordsjaelland. Il joue son premier match le 14 avril 2019 face à l'Esbjerg fB, en Superligaen. Son équipe s'incline sur le score de deux buts à un ce jour-là.
Il commence la saison 2019-2020 comme titulaire, et inscrit son premier but en professionnel dès la première journée, le 14 juillet 2019, lors de la victoire de son équipe contre l'AC Horsens (0-3). Il récidive lors des deux journées suivantes, le 21 juillet 2019, face au FC Midtjylland (défaite 2-1), puis le 28 juillet suivant, lors de la victoire face à l'Esbjerg fB. Ses performances remarquées lui permettent de figurer dans l'équipe type du mois en championnat. Il est même nommé pour être élu joueur du mois. 

### FC Cincinnati et prêt en Turquie
Le 31 mars 2021, Isaac Atanga rejoint le FC Cincinnati. Il signe un contrat de trois ans avec le club de MLS. Après avoir participé à vingt-deux rencontres au cours de la saison 2021, Atanga n'entre pas dans les plans du nouvel entraîneur Pat Noonan qui le sollicite à seulement trois reprises en 2022. Afin de trouver du temps de jeu, il est prêté au Göztepe SK, en deuxième division turque le 7 août 2022.

### Nouvelle étape en Norvège
Rappelé de son prêt par le FC Cincinnati, il est transféré à l'Aalesunds FK, en première division norvégienne le 1er avril 2023.